# Fundulopanchax gardneri
Fundulopanchax gardneri är en art äggläggande tandkarpar som lever i Kamerun och Nigeria. Den odlas även världen över som akvariefisk.

## Etymologi
Den förste att vetenskapligt beskriva arten var den belgisk-brittiske auktorn George Albert Boulenger. Beskrivningen skedde 1911 och baserades på tre exemplar han hade erhållit av kapten R. D. Gardner, som infångat dem i närheten av staden Okwoga i södra Nigeria, och arten fick namnet gardneri för att hedra insamlaren. Boulenger stavade dock hans namn Gard'ner, med apostrof, och i äldre litteratur kan arten kan därför återfinnas under detta namn.

## Systematik
Utöver nominatformen finns tre underarter:
- F. g. gardneri (Boulenger, 1911) – typart, på svenska omnämnd som blå lyrstjärtskilli. Förekommer i Kamerun och Nigeria[3]
- F. g. lacustris (Langton, 1974) – förekommer i Kamerun[4]
- F. g. mamfensis (Radda, 1974) – förekommer i Kamerun[5]
- F. g. nigerianus (Clausen, 1963) – förekommer i Kamerun och Nigeria.[6] Svenskt trivialnamn är nigeriakilli.